# Gautier VI de Brienne
Pour les autres membres de la famille, voir Maison de Brienne.
Pour les articles homonymes, voir Brienne et Gautier de Brienne.
Gautier VI de Brienne, (1302 – 19 septembre 1356), est un condottiere français et italien, qui est comte de Brienne, de Lecce et de Conversano, duc titulaire d'Athènes et connétable de France.

## Biographie
Il est le fils du duc d'Athènes Gautier V de Brienne et de Jeanne de Châtillon. Son père ayant été tué à la bataille d'Halmyros en 1311 et son duché conquis en grande partie, il n'en conserve que la seigneurie d'Argos. En 1318, il cherche en vain à s'allier aux Vénitiens pour tenter de reconquérir le duché.
Il s'allie aux Angevins du royaume de Naples, et épouse en 1325 une nièce du roi Robert Ier, Béatrice (1298 † 1340), fille de Philippe de Tarente qui lui cède ses droits sur le despotat d'Épire. 
Sous prétexte d'une croisade, il dirige une armée angevine en août 1331 pour tenter de reprendre le duché d'Athènes aux Catalans. Il investit la dot de sa femme dans le recrutement de 800 cavaliers français et 500 piétons à Brindisi, loue des navires aux Ragusains et attaque d'abord le despotat d'Épire pour le compte de Robert. Cette campagne victorieuse lui offre Leucade et Vonitza et oblige le despote Jean Orsini à reconnaître l'autorité du roi de Naples qui n'a cessé de réclamer ses droits sur le royaume d'Albanie et l'Epire. 
Il échoue cependant ensuite contre les Catalans en Attique et Béotie, ces derniers refusant de l'affronter directement et les Vénitiens lui refusant leur aide. Il perd son très jeune fils de maladie. Lassé par l'ampleur de la tâche, il retourne en Italie à la fin de l'été 1332, laissant sur place quelques fidèles courtisans.

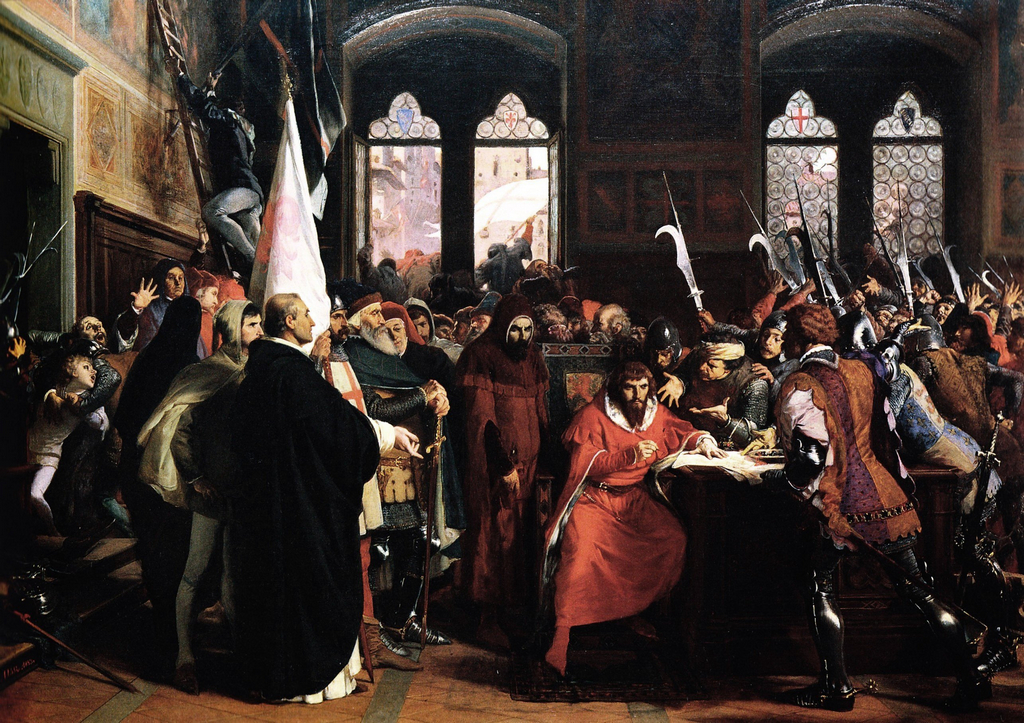
L'expulsion du duc d'Athènes de Florence, par Stefano Ussi.

Il s'empare au début de l'année 1342 du pouvoir à Florence, considéré comme le sauveur et le pacificateur apte à rassurer le peuple aux prises avec une crise financière et sociale très grave. Il essaie en vain de désarmer les formations militaires et libère les arts mineurs de la main mise des arts majeurs sans pour autant ramener le calme en ville. Il commet toutes sortes d'exactions, impose une stricte discipline à coup de châtiments exemplaires, autant parmi les siens que parmi les récalcitrants, provoquant de vives tensions dans une ville angoissée. Il se fait élire seigneur à vie en novembre 1342 et achète châteaux et villes, dont Pistoia dont il se proclame seigneur viager. Il combat la Grande Compagnie de Jean de Urslingen et impose une levée de taxes arbitraires aux Florentins pour couvrir les frais des expéditions militaires, provoquant la colère des nobles qui se lassent de sa collaboration. 

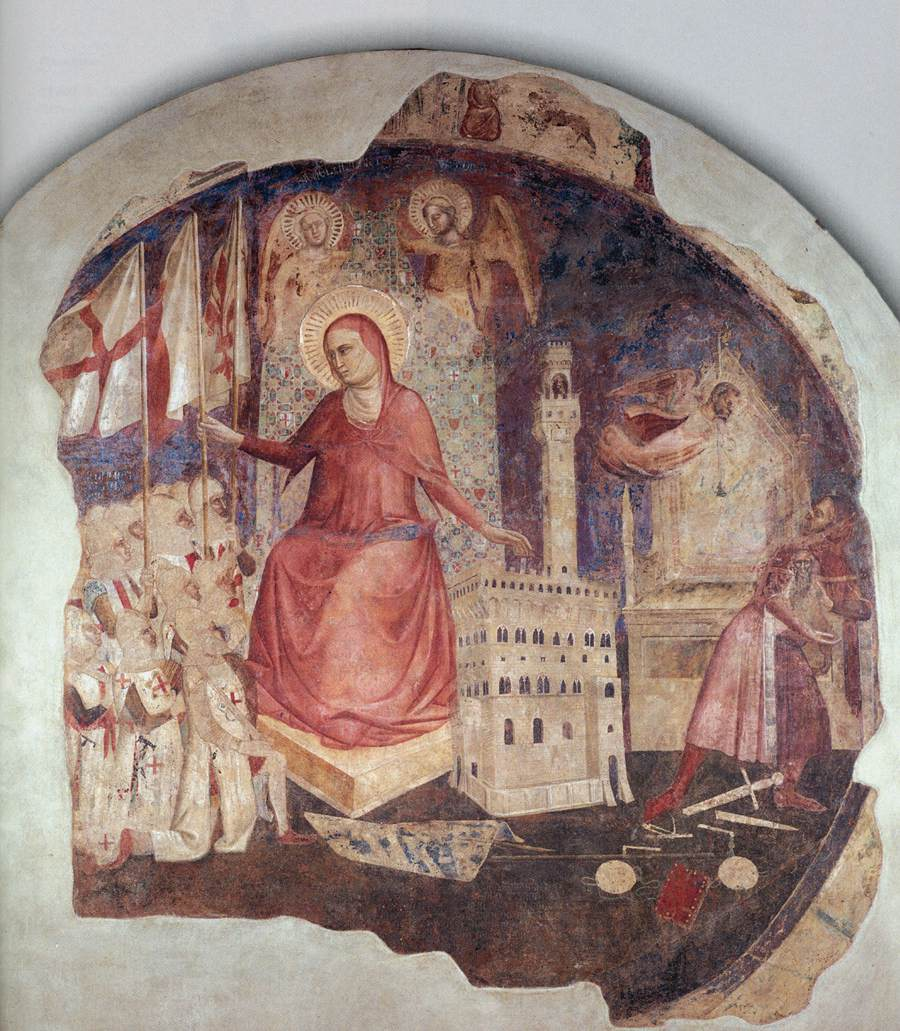
"L'expulsion du duc d'Athènes", fresque de Andrea Orcagna, montrant Gautier VI, duc d'Athènes, seigneur de Florence en 1343 (à droite), se faire chasser de la ville par les florentins (à gauche) le 26 Juillet 1343, avec la protection de Sainte Anne (au centre) sur le Palais de la seigneurie.

Il se détourne rapidement des riches banquiers qui financent l'installation de sa condotta en ville, et décide d'exterminer 300 adversaires invités à un banquet. Des habitants alertés attaquent le palais où il réside pour l'en empêcher. Assiégé par le peuple et par des contingents venus des villes soumises à sa tyrannie, soit près de cinq mille hommes, il doit quitter Florence et se réfugie en France. D'après le témoignage de Giovanni Villani repris par Machiavel, trois conjurations aboutissent à ce départ précipité lorsque 10 000 fantassins et 1 000 cavaliers en armes envahirent l'espace public.
Gautier se bat ensuite avec son armée privée au service du roi de France. Il épouse en 1344 Jeanne de Brienne († 1389), fille de Raoul Ier de Brienne, comte d'Eu, connétable de France, et de Jeanne de Mello. 
Associé à Ugoccione de Buondelmonti et à Manno Donati, il devient capitaine de guerre de Florence à la tête d'une condotta de 1 500 cavaliers. 
Le roi Jean II le Bon le nomme connétable de France le 9 mai 1356. Il est tué lors de la bataille de Poitiers, le 19 septembre 1356.
Il n'a pas eu d'enfants survivants ; à sa mort ses possessions et revendications passent à la maison d'Enghien, par l'intermédiaire de sa sœur Isabelle de Brienne, femme de Gautier III d'Enghien.